# Johannes Nambala
Johanna Benson (né le 24 mars 1991) est un athlète paralympique namibien. En 2013 il devient le premier namibien à remporter une médaille d'or aux championnats du monde d'athlétisme handisport, en gagnant le 400m à Lyon. Il remporte également deux médailles d'argent aux jeux paralympiques 2016 à Rio de Janeiro.

## Palmarès
Jeux paralympiques
- Londres 2012 : 100 m T13.
- Londres 2012 : 400 m T13.

Championnats du monde
- Lyon 2013 : 400 m T13
- Doha 2015 : 200 m T13
- Lyon 2013 : 200 m T13
- Doha 2015 : 400 m T13

Jeux africains
- Jeux africains 2015 à Brazzaville : 400 m T13